# Mullidae
Mullidae é uma família de peixes da subordem Percoidei, superfamília Percoidea.

## Géneros
Agrupam-se em 6 géneros com 68 espécies:
- Género Mulloidichthys (Whitley, 1929)
  - Mulloidichthys dentatus (Gill, 1862)
  - Mulloidichthys flavolineatus (Lacépède, 1801).
  - Mulloidichthys martinicus (Cuvier, 1829)
  - Mulloidichthys mimicus (Randall & Guézé, 1980).
  - Mulloidichthys pfluegeri (Steindachner, 1900).
  - Mulloidichthys vanicolensis (Valenciennes, 1831).
- Género Mullus (Linnaeus, 1758).
  - Mullus argentinae (Hubbs y Marini, 1933).
  - Mullus auratus (Jordan y Gilbert, 1882).
  - Mullus barbatus (Linnaeus, 1758).
  - Mullus surmuletus (Linnaeus, 1758), popularmente conhecido como Trilha espalmada.
- Género Parupeneus (Bleeker, 1863).
  - Parupeneus barberinoides (Bleeker, 1852).
  - Parupeneus barberinus (Lacépède, 1801).
  - Parupeneus biaculeatus (Richardson, 1846).
  - Parupeneus chrysonemus (Jordan y Evermann, 1903).
  - Parupeneus chrysopleuron (Temminck & Schlegel, 1843).
  - Parupeneus ciliatus (Lacépède, 1802).
  - Parupeneus crassilabris (Valenciennes, 1831).
  - Parupeneus cyclostomus (Lacépède, 1801).
  - Parupeneus forsskali (Fourmanoir y Guézé, 1976).
  - Parupeneus heptacanthus (Lacépède, 1802).
  - Parupeneus indicus (Shaw, 1803).
  - Parupeneus insularis (Randall y Myers, 2002).
  - Parupeneus jansenii (Bleeker, 1856).
  - Parupeneus louise (Randall, 2004).
  - Parupeneus macronemus (Lacépède, 1801).
  - Parupeneus margaritatus (Randall y Guézé, 1984).
  - Parupeneus moffitti (Randall y Myers), 1993.
  - Parupeneus multifasciatus (Quoy y Gaimard, 1824).
  - Parupeneus orientalis (Fowler, 1933).
  - Parupeneus pleurostigma (Bennett, 1831).
  - Parupeneus porphyreus (Jenkins, 1903).
  - Parupeneus posteli (Fourmanoir y Guézé, 1967).
  - Parupeneus procerigena (Kim y Amaoka, 2001).
  - Parupeneus rubescens (Lacépède, 1801).
  - Parupeneus signatus (Günther, 1867).
  - Parupeneus spilurus (Bleeker, 1854).
  - Parupeneus trifasciatus (Lacépède, 1801).
- Género Pseudupeneus (Bleeker, 1862).
  - Pseudupeneus grandisquamis (Gill, 1863).
  - Pseudupeneus maculatus (Bloch, 1793).
  - Pseudupeneus orientalis (Fowler, 1933).
  - Pseudupeneus prayensis (Cuvier, 1829).
- Género Upeneichthys (Bleeker, 1855).
  - Upeneichthys lineatus (Bloch y Schneider, 1801).
  - Upeneichthys stotti (Platell, Potter y Clarke, 1998).
  - Upeneichthys vlamingii (Cuvier, 1829).
- Género Upeneus (Cuvier, 1829).
  - Upeneus arge (Jordan y Evermann, 1903).
  - Upeneus asymmetricus (Lachner, 1954).
  - Upeneus australiae (Kim y Nakaya, 2002).
  - Upeneus crosnieri (Fourmanoir y Guézé, 1967).
  - Upeneus davidaromi (Golani, 2001).
  - Upeneus doriae (Günther, 1869).
  - Upeneus filifer (Ogilby, 1910).
  - Upeneus francisi (Randall y Guézé, 1992).
  - Upeneus guttatus (Day, 1868).
  - Upeneus japonicus (Houttuyn, 1782).
  - Upeneus luzonius (Jordan y Seale, 1907).
  - Upeneus mascareinsis (Fourmanoir y Guézé, 1967).
  - Upeneus moluccensis (Bleeker, 1855).
  - Upeneus mouthami (Randall y Kulbicki, 2006).
  - Upeneus parvus (Poey, 1852).
  - Upeneus pori (Ben-Tuvia y Golani, 1989).
  - Upeneus quadrilineatus (Cheng y Wang, 1963).
  - Upeneus subvittatus (Temminck y Schlegel, 1843).
  - Upeneus sulphureus (Cuvier, 1829).
  - Upeneus sundaicus (Bleeker, 1855).
  - Upeneus taeniopterus (Cuvier, 1829).
  - Upeneus tragula (Richardson, 1846).
  - Upeneus vittatus (Forsskål, 1775).
  - Upeneus xanthogrammus (Gilbert, 1892).